# Lynn Conway
Lynn Conway (ur. 2 stycznia 1938 w White Plains, Nowy Jork, zm. 9 czerwca 2024 w Jackson, Michigan) – amerykańska specjalistka nauk komputerowych i wynalazczyni.

## Życiorys
W latach 60. pracowała dla IBM (formalnie jako mężczyzna), gdzie wyróżniła się opracowaniem techniki uogólnionej, dynamicznej obsługi instrukcji. W 1968 została zwolniona, gdy ujawniła przełożonym, że jest osobą transpłciową, która podjęła decyzję o tranzycji. Już wcześniej podjęła taką próbę, jednak w końcu lat 50. nie istniał w USA odpowiedni klimat dla tego rodzaju technik medycznych.
Po utracie pracy i zakazie kontaktów z dziećmi rozpoczęła karierę od początku, zatrudniając się jako programistka. W 1973 dołączyła do zespołu Xerox PARC, gdzie pracowała nad projektowaniem układów VLSI. Wspólnie z Carverem Meadem napisała w 1980 fundamentalną pracę Introduction to VLSI Systems, która stała się potem podstawowym podręcznikiem na wielu uczelniach świata.
Na początku lat 80. pracowała dla DARPA, w dziale strategicznego przetwarzania danych, w 1985 została profesorem w University of Michigan. W 1999 ujawniła publicznie swoją transpłciową przeszłość, gdy zorientowała się, że może wyjść na światło dzienne jej epizod pracy w IBM. Od tej chwili była znanym rzecznikiem praw osób transpłciowych
Po upublicznieniu swojej historii, Conway rozpoczęła działalność na rzecz aktywizmu transpłciowego, aby zwiększać świadomość, chronić i rozszerzać prawa osób transpłciowych oraz promować zrozumienie tożsamości płciowej i procesu korekty płci. Udzielała pomocy wielu innym transpłciowym kobietom oraz prowadziła stronę internetową z zasobami medycznymi i poradami emocjonalnymi. Prowadziła również stronę zatytułowaną „Transsexual Women's Successes”, która, jak sama mówiła, miała „zapewniać wzorce dla osób, które stoją przed wyzwaniami związanymi z korektą płci”. Jej strona dostarczała także wiadomości na temat kwestii transpłciowych oraz informacje o operacjach potwierdzających płeć i badaniach naukowych dotyczących występowania transseksualizmu, a także ogólnych zagadnień związanych z transpłciowością i transseksualizmem.